# Burton-Island-Gletscher
Der Burton-Island-Gletscher ist ein 11 km langer und bis zu 15 km breiter Gletscher im ostantarktischen Kaiser-Wilhelm-II.-Land. Er fließt vom kontinentalen Inlandseis zur Posadowskybai, die er westlich des Kap Torson erreicht.
Kartiert wurde der Gletscher anhand von Luftaufnahmen der US-amerikanischen Operation Highjump (1946–1947). Das Advisory Committee on Antarctic Names benannte ihn 1955 nach dem Eisbrecher USCGC Burton Island, mit dessen Hilfe astronomische Kontrollstationen entlang der Küstenlinien des Kaiser-Wilhelm-II.-Lands, des Königin-Marie-Lands sowie der Knox- und der Budd-Küste errichtet wurden.